# VG-lista
VG-lista – wydawca norweskich list przebojów. Listy są publikowane co tydzień w dzienniku VG i w programie NRK Topp 20. Dane gromadzone są przez Nielsen Soundscan International i opierają się na sprzedaży w około stu sklepach w Norwegii. Pierwsze notowanie listy singli zostało opublikowane jako „Top 10” w 42. tygodniu 1958 roku i zostało rozszerzone do „top 20” w 5. tygodniu 1995. W tym samym czasie lista albumów, opublikowana jako „Top 20” w 1. tygodniu 1967, została rozszerzona do „top 40”.
Notowania prowadzone przez VG-lista to: Topp 20 Single, Topp 40 Album, Topp 10 Samlealbum, Top 10 DVD Audio, Topp 10 Single Norsk oraz Topp 30 Album Norsk.